# Чесноковка (приток Доновки)
Чесноковка — река в России, протекает по территории Целинного и Куртамышского районов Курганской области. Правый приток Доновки.

## География
Река Чесноковка берёт начало в 4 км к северу от села Косолапово. Течёт на восток мимо деревни Чесноковка. У деревни Донки сливается с рекой Доновкой.
Топографические карты рассматривают реку Доновку как основную, а Чесноковку — как её правый приток. В некоторых официальных документах, тем не менее, Доновка фигурирует как левый приток Чесноковки, впадающей в озеро Большие Донки.
Общая длина реки Чесноковки до слияния с Доновкой составляет около 15 км.

## Данные водного реестра
По данным государственного водного реестра России относится к Иртышскому бассейновому округу, водохозяйственный участок реки — Тобол от впадения реки Уй до города Курган, речной подбассейн реки — Тобол. Речной бассейн реки — Иртыш.